# Romfell P.A.2
De Romfell P.A.2 (Panzer Auto 2) was een Oostenrijks-Hongaarse pantserwagen uit de Eerste Wereldoorlog. In totaal zijn er twee stuks gebouwd in 1915 en 1917. Na de oorlog is een voertuig ingezet door Hongaarse communisten in grensgeschillen en is daarbij buitgemaakt door Roemeense troepen in 1919. Het voertuig viel op door het elegante ontwerp.

## Geschiedenis
Voor de Eerste Wereldoorlog had het Oostenrijks-Hongaarse Ministerie van Oorlog geen interesse in pantservoertuigen. Verschillende voorstellen, zoals de Austro-Daimler Panzerwagen werden verworpen. Wel werd er geld geïnvesteerd in de ontwikkeling van pantsertreinen, maar aan het begin van de oorlog bleek dit niet de juiste keuze. Het Oostenrijks-Hongaarse leger kwam tegenover Russische en later ook Italiaanse troepen te staan en zij maakten wel gebruik van pantserwagens. Dit was de reden dat het leger interesse begon te tonen in pantserwagens en dat leidde in 1915 tot de Junovicz en de Romfell pantserwagens. Waar de Junovicz er ruw en geïmproviseerd uitzag, was de Romfell op een hoog niveau afgewerkt.
De twee personen die verantwoordelijk waren voor de Romfell waren hoofdman en technicus Romanic en Oberleutnant Fellner. De naam Romfell was samengesteld uit de eerste letters van beide namen. Het voorgestelde ontwerp werd door het Ministerie van Oorlog goedgekeurd en in de zomer van 1915 werd het eerste model gebouwd. Deze werd getest tussen september en november 1915. In 1917/18 volgde een tweede, maar op een ander onderstel. Het is mogelijk dat er aan het einde van de oorlog nog meerdere in aanbouw waren.

## Ontwerp
De eerste Romfell werd gebouwd in 1915 en was waarschijnlijk gebaseerd op een Mercedes Personenkraftwagen onderstel, met de registratie "A VI 865" en een 95 pk motor met een ketting-transmissie. Een andere mogelijkheid zou zijn dat het voertuig is gebaseerd op een M09 Samson Seilwindenwagen met een 75 pk motor. De Romfell werd in 1915 gebouwd en was eind augustus gereed. De constructie vond plaats bij het Automobil Ersatzdepot in Boedapest.
Het elegante ontwerp was modern voor zijn tijd. Boven op de romp was een ronde toren geplaatst die 360 graden kon draaien. In deze toren was een M07/12 Schwarzlose machinegeweer geplaatst met 3000 schoten. Deze kon redelijk ver omhoog worden gericht en kon dus eventueel ook vliegtuigen beschieten. De ophanging had vierwielaandrijving en solide wielen met rubberen banden. Het bereik van het voertuig lag tussen de 100 en 150 kilometer en de maximale snelheid was 26 km/h.  Een moderne toevoeging aan de uitrusting was een draadloze morse telegraaf van het merk Siemens & Halske. Het pantser was maximaal zes mm dik en het gewicht lag rond de drie ton. Dit wordt door meerdere bronnen betwist en die stellen daarnaast dat het gewicht tot rond de 7 ton kon zijn. Er was ook een trekhaak aanwezig voor de mogelijkheid om een kleine aanhanger te trekken. Deze aanhanger vertoonde ook het kenmerkende inwaarts lopende pantser en was bedoeld om reserveonderdelen, munitie en brandstof te vervoeren.
De tweede Romfell werd gebouwd in 1917/18 en was gebaseerd op een ander onderstel, namelijk een M09 Goliath met een 6-cilinder motor die een kracht had van 90 pk. In 1918 is er minstens één (misschien beide) omgebouwd door het onderstel te verwisselen voor een buitgemaakt Italiaans 2-ton Fiat onderstel. Het is mogelijk dat dit onderstel de basis was voor een nieuwe reeks Romfell pantserwagens. De herbouw van de Romfell duidt erop dat het voertuig te zwaar was voor het onderstel en daardoor ondermaatse prestaties leverde. Opvallend aan het voertuig waren de, groot aangebrachte, kruisen op de voorzijde en beide zijkanten.

## Gebruik
Waarschijnlijk is de eerste Romfell ingezet in de Balkan en in Rusland. In 1918 maakte het eerste model deel uit van het K.u.K. Panzerautozug No.1. Deze eenheid bestond verder uit een Buitgemaakte Austin, een buitgemaakte Lancia IZ en twee Junovicz pantserwagens. Deze eenheid was gelegerd in de omgeving van Udine, aan het Italiaanse front.
Er is een foto waarop de Romfell bij een legerkamp in Klagenfurt is gestationeerd. Op deze foto zijn de bemanningsleden te zien, waaronder Fähnrich Jack en Zugsführer Schroderböck.
In 1919 werd minstens een van de voertuigen ingezet door Hongaarse communisten, die tegen de Roemenen en Tsjechoslowaken vochten. Hierbij viel één voertuig in handen van Roemenië en kreeg de naam "Resita". Hoe lang deze in gebruik is geweest is niet bekend.
In 2010 werd een replica van het voertuig gebouwd door een Tsjechische historische re-enactment groep. Het vereenvoudigde model is op ware grootte nagebouwd en werd voor het eerst getoond in september 2010 op een festival in de stad Nymburk.